# ريغي ديفيس
ريغي ديفيس (بالإنجليزية: Reggie Davis)‏ هو لاعب كرة قدم أمريكية أمريكي، ولد في 3 سبتمبر 1976 في لونغ بيتش في الولايات المتحدة.

## وصلات خارجية
- ريغي ديفيس على موقع مرجع كرة القدم المحترفة.كوم (الإنجليزية)